# 횡스크롤 비디오 게임

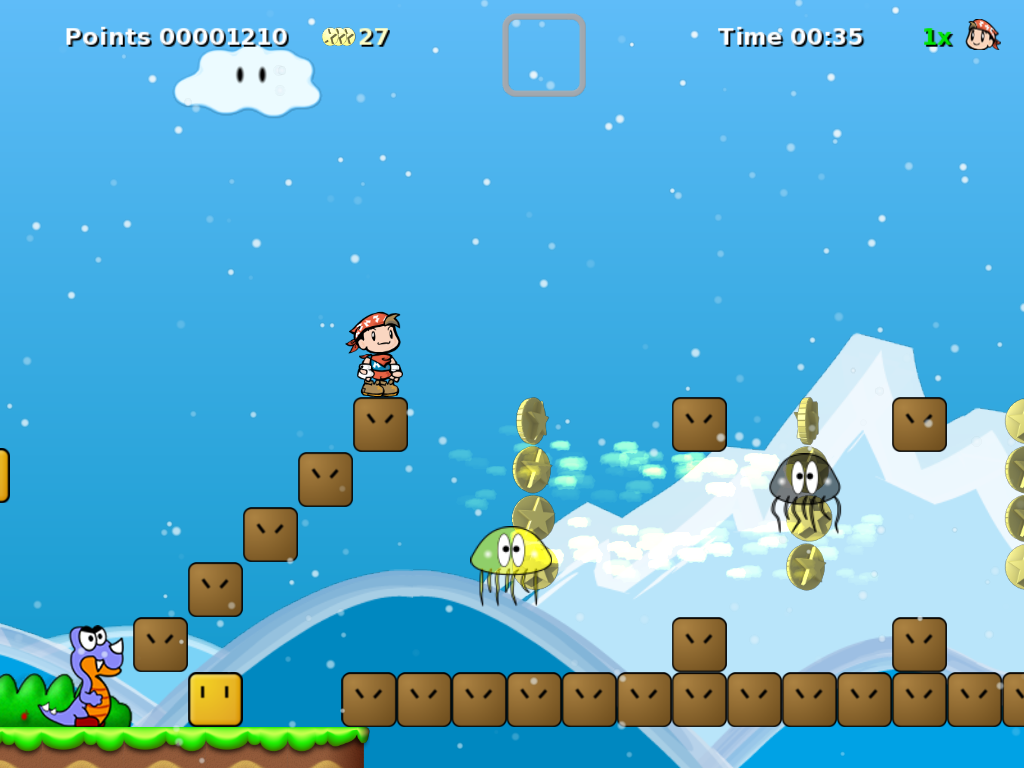
횡스크롤 비디오 게임 시크릿 마리오 크로니클스

횡스크롤 비디오 게임(영어: Side-scrolling video game)은 비디오 게임의 한 종류로, 화면이 플레이어가 왼쪽이나 오른쪽으로 움직이는 것을 따라가는 옆에서 본 카메라 앵글을 사용한다. 아케이드 게임의 황금기 동안 단일 화면이나 플립스크린 그래픽에서 스크롤링 그래픽으로의 도약은 5세대 비디오 게임기의 3차원 컴퓨터 그래픽스로의 전환에 비견될 만한 게임 디자인의 중추적인 전환점이었다.
부드러운 스크롤링 배경에 대한 하드웨어 지원은 많은 아케이드 비디오 게임, 일부 게임 콘솔, 그리고 가정용 컴퓨터에 내장되어 있다. 예를 들어, 아타리 8비트 제품군과 패밀리컴퓨터와 같은 8비트 컴퓨팅 시스템, 그리고 슈퍼 패미컴과 세가 제네시스와 같은 16비트 컴퓨팅 콘솔이 있다. 이들 16비트 콘솔은 시차 스크롤링 효과를 위해 독립적으로 스크롤될 수 있는 여러 레이어를 추가했다.

## 역사

### 횡스크롤 우주/차량 게임 (1977–1985)
세가의 봄버는 1977년 4월 아케이드용으로 출시된 횡스크롤 슈팅 게임이었다. 횡스크롤은 1980년대 초 횡스크롤 진행형 슈팅 게임에 의해 대중화되었다. 1980년 말 윌리엄스 일렉트로닉스가 시연하고 1981년 초에 생산에 들어간 디펜더는 래퍼라운드 방식으로 양방향 횡스크롤을 허용하여 게임 세계의 경계를 확장했으며, 미니맵 레이더도 포함했다. 1981년 초 코나미가 출시한 스크램블은 한 방향으로 연속적으로 스크롤되었으며, 여러 개의 뚜렷한 레벨을 가진 최초의 횡스크롤 게임이었다.
최초의 스크롤링 플랫폼 게임은 1981년에 출시된 플랫폼 슈터인 점프 버그였다. 플레이어는 튀는 자동차를 조종하여 건물, 구름, 언덕과 같은 다양한 플랫폼을 점프했다. 주로 수평으로 스크롤되지만, 한 섹션에는 거친 수직 스크롤링이 포함되어 있다. 타이토의 횡스크롤 플랫포머 첫 시도는 아케이드 게임 정글 킹 (1982)이었고, 이후 타잔과의 유사성에 대한 법적 논란으로 인해 변경되어 정글 헌트로 이름이 바뀌었다.
횡스크롤 형식은 깊이감을 주는 시차 스크롤링에 의해 향상되었다. 배경 이미지는 여러 레이어로 제시되어 다른 속도로 스크롤되므로, 수평선에 가까운 물체는 시청자에 가까운 물체보다 느리게 스크롤된다. 일부 시차 스크롤링은 점프 버그에서 사용되었다. 점프 버그는 주 장면이 스크롤되는 동안 별이 빛나는 밤하늘은 고정되고 구름은 천천히 움직여 풍경에 깊이감을 더하는 제한된 형태의 시차 스크롤링을 사용했다. 이듬해, 아이렘의 문 패트롤 (1982)은 세 개의 독립적인 배경 레이어가 다른 속도로 스크롤되어 그들 사이의 거리를 시뮬레이션하는 완전한 형태의 시차 스크롤링을 구현했다. 문 패트롤은 시차 스크롤링을 대중화한 공로를 인정받고 있다. 정글 헌트 또한 시차 스크롤링을 가졌으며 문 패트롤과 같은 달인 1982년 6월에 출시되었다.
액티비전은 1982년 아타리 VCS용 횡스크롤 경주 게임 두 개를 출시했다: 복엽기 기반의 반스토밍과 탑뷰 그랑프리. 1984년까지는 횡스크롤 시점으로 플레이하는 다른 경주 게임들이 있었는데, 여기에는 닌텐도의 익사이트바이크, SNK의 점핑 크로스., 그리고 윌리엄스 일렉트로닉스의 환상적인 생물들 간의 발자국 경주인 미스틱 마라톤이 포함되었다.
1985년, 코나미의 횡스크롤 슈터: 그라디우스는 플레이어에게 무기 선택에 대한 더 큰 통제권을 부여하여 또 다른 전략 요소를 도입했다. 이 게임은 또한 플레이어가 성공을 달성하기 위해 레벨을 기억해야 할 필요성을 도입했다. 그라디우스는 상징적인 주인공과 함께 횡스크롤 진행형 슈팅 게임을 정의했으며, 여러 속편으로 이어지는 시리즈를 탄생시켰다.

### 횡스크롤 캐릭터 액션 게임 (1984–1995)
1980년대 중반, 횡스크롤 캐릭터 액션 게임 (또한 "횡스크롤 액션 게임" 또는 횡스크롤 "캐릭터 주도" 게임이라고도 불림)이 등장했으며, 이는 초기 횡스크롤, 단일 화면 캐릭터 액션 게임, 예를 들어 단일 화면 플랫폼 게임의 요소와 스크롤링 우주 진행형 슈팅 게임과 같은 우주/차량 게임의 횡스크롤을 결합했다. 이 새로운 횡스크롤 캐릭터 주도 액션 게임은 다채로운 횡스크롤 환경에서 큰 캐릭터 스프라이트를 특징으로 했으며, 핵심 게임플레이는 펀치, 발차기, 총, 검, 닌술 또는 마법과 같은 공격/무기를 사용하여 약한 적들의 대규모 그룹과 싸우는 것으로 구성되었다.
가장 주목할 만한 초기 사례는 아이렘의 스파르탄 X (1984)였는데, 이는 최초이자 가장 영향력 있는 횡스크롤 무예 액션 게임이었다. 이 게임은 단일 화면 대전 격투 게임 가라테 챔프 (1984)와 유사한 전투 메커니즘을 횡스크롤 형식에 적용했으며, 이소룡의 사망유희 (1973)와 성룡의 쾌찬차 (1984)와 같은 두 홍콩 무예 영화의 요소를 차용했고, 레벨 끝 보스전과 플레이어 캐릭터와 보스들을 위한 체력 게이지를 포함했다.
횡스크롤 캐릭터 액션 게임 형식은 1980년대 중반부터 1990년대까지 인기를 끌었다. 인기 있는 사례로는 타이토의 카게의 전설 (1985)과 세가의 시노비 (1987)와 같은 닌자 액션 게임, 테크노스 저팬의 열혈경파 쿠니오군 (1986)과 더블 드래곤 (1987)과 같은 진행형 격투 게임, 그리고 남코의 롤링 썬더 (1986)과 트레저의 건스타 히어로즈 (1993)와 같은 런앤건 비디오 게임이 포함되었다. 카게의 전설은 모든 방향으로 확장되는 레벨을 가졌음에도 횡스크롤 형식을 유지했다. 가정용 컴퓨터에서는 무예 게임 가라테카 (1984)가 대전 격투 게임 액션에 줄거리를 추가하는 것을 성공적으로 시도했으며, 또한 컷신을 포함한 최초의 횡스크롤 게임이었다.
캐릭터 액션 게임에는 슈퍼 마리오브라더스 (1985), 소닉 더 헤지혹 (1991), 그리고 뱁시 (1993)와 같은 스크롤링 플랫폼 게임도 포함된다. 특히 패밀리컴퓨터 (NES) 콘솔용으로 출시된 슈퍼 마리오브라더스는 게임 산업에 큰 영향을 미쳤으며, 스크롤링 플랫폼 장르의 관습을 확립하고 북미 가정용 비디오 게임 시장 (1983년 붕괴되었던)을 재활성화하는 데 기여했다. 이 게임은 동키콩 (1981)과 마리오브라더스 (1983)의 플랫폼 게임플레이에 레이서 익사이트바이크와 진행형 격투 게임 스파르탄 X의 횡스크롤 요소를 결합했으며, 초기 횡스크롤 게임보다 더 확장적이었고, 아케이드와 같은 액션과 가정용 시스템에 적합한 더 긴 플레이 세션 사이의 균형을 이뤘다.

#### 진행형 격투 게임
1984년, 홍콩 액션 영화에서 영감을 받은 쿵푸 마스터는 가라테 챔프의 전투를 단순화하고 횡스크롤 플레이 필드에 수많은 적을 도입함으로써 횡스크롤 진행형 격투 게임의 토대를 마련했다. 1986년, 테크노스 저팬의 열혈경파 쿠니오군은 장르에 길거리 싸움을 도입했다. 같은 해 출시된 서양판 레니게이드는 다른 게임들의 원칙적인 격투 스포츠보다 게이머들에게 더 인기가 있었던 지하 세계 복수 스토리를 추가했다. 레니게이드는 수평 및 수직으로 이동할 수 있는 기능을 도입하여 미래의 진행형 격투 게임의 표준을 세웠다.
1987년, 더블 드래곤의 출시는 진행형 격투 게임 장르의 "황금기"를 열었는데, 이는 거의 5년 동안 지속되었다. 이 게임은 테크노스 저팬의 레니게이드의 정신적 후속작으로 설계되었지만, 상세한 무술 공격 세트와 뛰어난 2인 협동 게임플레이로 장르를 새로운 차원으로 끌어올렸다. 더블 드래곤의 성공은 1980년대 후반에 쏟아져 나온 진행형 격투 게임의 홍수로 이어졌고, 골든 액스와 파이널 파이트 (둘 다 1989년)와 같은 호평받는 타이틀들이 다른 게임들과 차별화되었다. 파이널 파이트는 캡콤이 의도했던 스트리트 파이터의 속편이었다 (가칭 스트리트 파이터 '89). 하지만 회사는 결국 새로운 제목을 부여했다. 장르 최고의 게임으로 평가받는 파이널 파이트는 두 개의 속편을 낳았고 나중에 다른 시스템으로 포팅되었다. 골든 액스는 내장적인 핵 앤드 슬래시 액션과 협동 모드로 호평을 받았으며, 독특한 전투 스타일을 가진 여러 주인공의 선택을 통해 영향력을 행사했다. 이 게임은 다른 진행형 격투 게임에서 볼 수 있는 도시 배경과 차별화되는 판타지 요소로 인해 가장 강력한 진행형 격투 게임 타이틀 중 하나로 평가된다.

#### 스크롤링 플랫폼 게임
1984년, 팩랜드는 스크롤링 플랫폼 게임을 한 단계 더 발전시켰다. 이 게임은 성공적인 타이틀이었을 뿐만 아니라, 원더보이와 슈퍼 마리오브라더스와 같은 후기 스크롤링 플랫포머와 더 유사했다. 또한 여러 층의 시차 스크롤링을 가지고 있다. 같은 해, 세가는 플리키를 출시했는데, 이는 수평 스크롤 레벨과 첫 마스코트 캐릭터를 가진 간단한 플랫폼 게임이었다. 남코는 다음 해에 판타지 테마의 드래곤 버스터로 팩랜드의 뒤를 이었다.
미야모토 시게루가 디자인하고 1985년 패밀리컴퓨터용으로 출시된 닌텐도의 플랫폼 게임 슈퍼 마리오브라더스는 이후 많은 스크롤링 플랫포머의 원형이 되었다. 이 게임은 횡스크롤 플랫폼 장르의 많은 관습을 확립하고 아케이드와 같은 액션과 가정용 시스템에 적합한 더 긴 플레이 세션 사이의 균형을 이뤄 북미 가정용 비디오 게임 시장을 재활성화하는 데 기여했다. 초기 플랫폼 게임과 비교하여 슈퍼 마리오브라더스는 더 확장적이었으며, 플레이어는 지상뿐만 아니라 지하의 다채로운 레벨을 가로질러 장거리로 "옆으로 스크롤하면서 전략을 세워야" 했다. 이 게임의 횡스크롤 요소는 미야모토 팀이 작업했던 두 개의 이전 횡스크롤 게임, 레이서 익사이트바이크와 진행형 격투 게임 쿵푸 마스터의 NES 포팅의 영향을 받았다. 이 게임은 익사이트바이크와 동일한 게임 엔진을 사용하여, 마리오가 초기 플랫폼 게임처럼 일정한 속도로 움직이는 대신 걷기에서 달리기까지 가속할 수 있게 했다.
슈퍼 마리오브라더스는 1999년 기네스 세계 기록에 따르면 4천만 장 이상이 팔렸다. 그 성공은 8비트 콘솔 세대 동안 이 장르를 대중화하는 데 크게 기여했다. 세가는 알렉스 키드 시리즈와 원더보이 시리즈로 이러한 성공을 모방하려고 시도했다. 후기 원더보이 게임은 또한 어드벤처와 롤플레잉 요소를 전통적인 플랫폼 게임과 결합한 것으로도 주목받았다.

#### 런앤건
1984년, 호버 어택 (샤프 X1용)은 초기 런앤건 슈터로, 모든 방향으로 자유롭게 스크롤되었으며 플레이어가 대각선뿐만 아니라 정면으로도 사격할 수 있게 했다. 1985년에는 플랫폼 슈터의 혁신적인 타이틀인 텍스더가 출시되었다.
런앤건 비디오 게임은 1980년대 중반부터 후반에 걸쳐 인기를 얻었으며, 코나미의 그린 베레 (1985)와 남코의 롤링 썬더 (1986)와 같은 타이틀이 있었다. 1987년의 콘트라는 다방향 조준과 2인 협동 게임플레이로 호평을 받았다. 그러나 1990년대 초반과 16비트 콘솔의 인기로 인해 스크롤링 슈터 장르는 과밀해졌고, 개발자들은 자신들의 게임을 돋보이게 하기 위해 고군분투했다.

### IBM PC 호환 기종
횡스크롤은 1980년대 아케이드, 가정용 컴퓨터 및 콘솔 게임에서 잘 알려진 현상이었다. 이들은 종종 아타리 8비트 제품군 및 패밀리컴퓨터와 같이 이 작업을 위해 최적화된 하드웨어를 가지고 있었지만, IBM 호환 기종은 그렇지 않았다. 컬러 그래픽스 어댑터를 사용하는 IBM PC에서 부드러운 스크롤링은 개발자들에게 도전이었다. 1980년대 초에는 문 패트롤 및 디펜더를 포함하여 부드러운 스크롤링 아케이드 게임의 IBM PC 호환 포트가 소수 있었다. 1986년에 출시된 솝위드의 두 번째 버전 또한 부드러운 스크롤링을 가졌다.
1990년에 당시 소프트디스크에서 일하던 존 카맥은 강화 그래픽 어댑터의 수평 부드러운 스크롤링 기능과 자신이 적응형 타일 리프레시라고 부르는 소프트웨어 기술을 결합했다. 이는 개념 증명 게임 "Dangerous Dave in Copyright Infringement"에서 시연되었는데, 이 게임은 슈퍼 마리오브라더스 3의 첫 번째 레벨을 복제한 것이지만, 마리오가 이전 소프트디스크 게임의 캐릭터인 위험한 데이브로 대체되었다. 이는 카맥과 소프트디스크의 다른 사람들이 사임하고 자신들의 회사인 이드 소프트웨어를 설립하게 했다. 이드 소프트웨어는 같은 해 커맨더 킨을 출시했는데, 이는 부드럽게 스크롤되는 그래픽을 가진 최초의 공개 MS-DOS 플랫폼 게임이었다.

## 같이 보기
- 2.5D
- 패럴랙스 스크롤링
- 스크롤링
- 종스크롤 비디오 게임